# Donnchadh Ó Laoghaire
 (octobre 2020).
Donnchadh Ó Laoghaire (né le 8 février 1989) est une personnalité politique irlandaise du Sinn Féin. Il est Teachta Dála (député) pour la circonscription de Cork South-Central  depuis 2016, réélu en 2020. Il a été membre du conseil du comté de Cork de 2014 à 2016,.

### Sources
- Donnchadh Ó Laoghaire, sur le site de l'Oireachtas